# Triumphkreuz (Aschaffenburg)

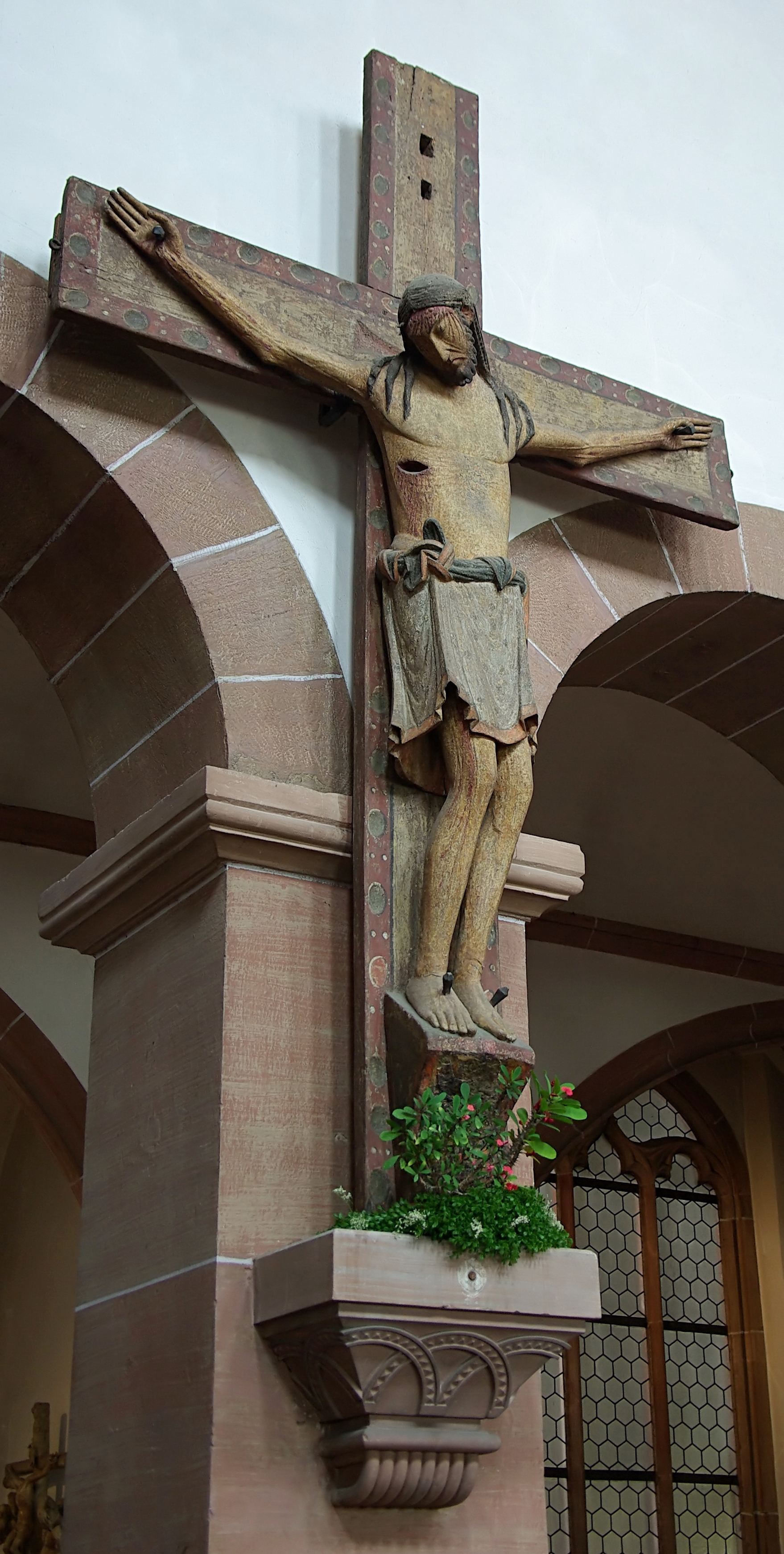
Das Aschaffenburger Monumentalkreuz

Das Aschaffenburger Triumphkreuz ist ein bedeutendes Kunstwerk der Stiftskirche St. Peter und Alexander. Das heute an der Nordwand des Kirchenschiffes hängende Kreuz ist eine der wenigen erhaltenen ottonischen Großplastiken. Eine dendrochronologische Untersuchung am Eichenholz des Kreuzes wie auch eine C-14-Untersuchung des Pappelholzes des Korpus ergab, dass das Kreuz in den letzten beiden Jahrzehnten des 10. Jahrhunderts entstanden ist. Es ist damit nur geringfügig jünger als das Gerokreuz des Kölner Doms. Gleichzeitig weist das Kreuz große Parallelen zum weit kleineren Otto-Mathilden-Kreuz des Essener Domschatzes auf.
Das Aschaffenburger Monumentalkreuz ist ein einfaches Balkenkreuz, an dem der mit 195 cm Höhe leicht überlebensgroße Kruzifixus befestigt ist. Regelmäßige Vertiefungen am Rahmen des Kreuzes, die mit zwei nebeneinander gesetzten Punkten abwechseln, imitieren die Perlen und Edelsteine eines Gemmenkreuzes. Exakt derselben Rhythmus von nebeneinander gesetzten Perlen und Edelsteinen findet sich am Essener Otto-Mathilden-Kreuz. Die Innenfläche der Kreuzarme zwischen dieser auffallenden Rahmung war ursprünglich grün gefasst, wie Analysen der Fassungsreste ergab. Das Kreuz war damit gleichzeitig Lebensbaum, diese Verbindung ist typisch für viele Triumphkreuze. Der Korpus des Aschaffenburger Kreuzes, der wie der des Essener Kreuzes auf einem Sockel steht, ist überstreckt, die Proportionen des Gesichtes wie auch des Körpers sind vom Schnitzer so gestaltet worden, dass sie lediglich dann harmonisch wirken, wenn der Betrachter unterhalb des Kreuzes steht. Hieraus ist auf eine auch ursprünglich erhöhte Befestigung des Kreuzes zu schließen.
Das Kreuz stand entweder auf einer Säule oder auf einem Balken in der Nähe des Kreuzaltars und des Grabes Herzog Ottos von Schwaben (†982). Da das Todesdatum Ottos und der Entstehungszeitraum des Kreuzes zusammenfallen, wird davon ausgegangen, dass das Kreuz zu seiner Memoria gestiftet wurde. Otto wurde, da er das Stift St. Peter und Alexander durch die Vermittlung kaiserlicher Schenkungen und den Erwerb von Reliquien stark gefördert hatte, als verehrter Stifter in der Mitte des Langhauses der Kirche beigesetzt, direkt vor dem Kreuzaltar, der die Trennung zwischen Laien- und Chorbereich darstellte und an dem sich täglich der Opfertod Christi im Messopfer erneuerte. Das an dieser Stelle errichtete Kreuz versinnbildlichte die Verbindung von Totengedächtnis und Hoffnung auf Auferstehung.
Die übereinstimmenden Gestaltungsmerkmale, die Datierung und die beiden Kreuzen gemeinsame Intention, für die Memoria Ottos zu sorgen, setzen das Aschaffenburger Monumentalkreuz in eine enge Beziehung zum Essener Otto-Mathilden-Kreuz, das Ottos Schwester, die Essener Äbtissin Mathilde, fertigen ließ. Mathilde wird daher auch das Aschaffenburger Kreuz in Auftrag gegeben haben. Erzbischof Willigis von Mainz, der bei den urkundlich überlieferten Memorialstiftungen für Otto mitwirkte, wird bei der Stiftung des Kreuzes gemeinsam mit Mathilde gehandelt haben.